# Баєвська сільська рада
Ба́євська сільська рада (рос. Баевский сельский совет) — сільське поселення у складі Баєвського району Алтайського краю Росії.
Адміністративний центр та єдиний населений пункт — село Баєво.

## Населення
Населення — 4020 осіб (2019; 4707 в 2010, 5175 у 2002).